# Lucky Carson
Lucky Carson è un film muto del 1921 diretto da Wilfrid North. La sceneggiatura si basa sul romanzo Salvage di Aquila Kempster, pubblicato a New York nel 1906.

## Trama
A Londra, persi tutti i suoi fondi scommettendo alle corse, John Peter pensa di suicidarsi. Ma, dopo aver assistito non visto al colloquio tra due uomini, cambia idea. Stordito uno di questi, Kluck, cambia i vestiti con i suoi e parte per gli Stati Uniti. Lì, sotto il nome di Lucky Carson, si fa strada nella vita: dopo aver vinto alle corse, usa il denaro per speculare a Wall Street, accumulando una grossa fortuna. Kluck, intanto, è giunto a New York, dove conosce Carson. Quando gli chiede aiuto, Carson glielo fornisce senza chiedere niente in cambio ma riesce a mettere le mani sopra la corrispondenza di Kluck e madame Marinoff, un'avventuriera che lo minaccia. Carson viene accusato da Kluck di cospirazione ma alla fine, dopo aver rivelato la sua vera identità, viene stabilita la sua innocenza.

## Produzione
Il film fu prodotto dalla Vitagraph Company of America.

## Distribuzione
Distribuito dalla Vitagraph Company of America, il film uscì nelle sale cinematografiche statunitensi il 18 dicembre 1921.